# Tassadia rizzoana
Tassadia rizzoana är en oleanderväxtart som beskrevs av J. Fontella Pereira. Tassadia rizzoana ingår i släktet Tassadia och familjen oleanderväxter. Inga underarter finns listade i Catalogue of Life.